# Rhacophorus dulongensis
Rhacophorus dulongensis — вид жаб з родини веслоногих (Rhacophoridae). Описаний у 2024 році.

## Назва
Видова назва dulongensis вказує на типове місцезнаходження — село Дулунцзян.

## Поширення
Ендемік Китаю. Представники виду знайдено на півночі гірської системи Гаолігун у провінції Юньнань.